# توفند اندرو
توفند اندرو (انگلیسی: Hurricane Andrew) یک توفند بسیار قوی و مخرب با درجه ۵ در مقیاس سافیر سیمپسون در اقیانوس اطلس بود که در اوت ۱۹۹۲، باهاما، فلوریدا و لوئیزیانا را درنوردید. اندرو، از نظر سازه‌های آسیب دیده یا تخریب شده، ویران‌گرترین توفندی است که تاکنون فلوریدا را درنوردیده است و و از نظر مالی نیز تا زمان روی‌دادن توفند ایرما در سال ۲۰۱۷، به‌عنوان پرهزینه‌ترین توفند باقی ماند. اندرو همچنین قوی‌ترین توفند زمین‌شاری در ایالات متحده در دهه ۱۹۹۰ و پرهزینه‌ترین توفند در تمام کشور بود تا این‌که توفند کاترینا در سال ۲۰۰۵ این عنوان را از آن خود کرد.